# Baron Umfraville

Familienwappen der Barone Umfraville

Baron Umfraville war ein erblicher britischer Adelstitel (Barony by writ) in der Peerage of England.

## Verleihung und Geschichte des Titels
Der Titel wurde am 24. Juni 1295 für den anglo-normannischen Adligen Gilbert de Umfraville geschaffen, indem er per Writ of Summons von König Eduard I. von England ins englische Parlament berufen wurde. Dieser hatte bereits 1267 von seiner schottisch-gälischen Mutter Matilda, Countess of Angus den schottischen Adelstitel eines Earl of Angus geerbt, wodurch sich für die Titelinhaber das Spannungsverhältnis ergab, ob sie dem englischen oder schottischen König loyal seien. Nach dem Sturz des schottischen Königs John Balliol, stellten der 1. Baron und sein Sohn, Robert de Umfraville, 2. Baron Umfraville auf die Seite der englischen Könige Eduard I. und Eduard II., die bald offen den Oberhoheit über Schottland beanspruchten. Nachdem Robert de Umfraville 1314 in der Schlacht von Bannockburn gegen die Schotten gekämpft hatte, erklärte König Robert I. von Schottland seinen schottischen Earlstitel als verwirkt und zog dessen schottische Ländereien ein. In England verwendeten er und sein Sohn Gilbert de Umfraville, 3. Baron Umfraville weiterhin die Titulatur eines Earl of Angus, konnten den Titelanspruch aber aufgrund der Niederlage sowohl der Engländer als auch des schottischen Thronpädendentens Edward Balliol in den Schottischen Unabhängigkeitskriegen letztlich nicht durchsetzten.
Die Baronie Umfraville erlosch schließlich beim kinderlosen Tod des 3. Barons am 6. Januar 1381.

## Liste der Barone Umfraville (1295)
- Gilbert de Umfraville, Earl of Angus, 1. Baron Umfraville (1244–1307)
- Robert de Umfraville, Earl of Angus, 2. Baron Umfraville (1276–1325)
- Gilbert de Umfraville, Titular-Earl of Angus, 3. Baron Umfraville (1310–1381)